# Borno (stato)
Borno è uno dei 36 stati della Nigeria, situato nel nord-est della Nigeria, con capitale Maiduguri (qualche volta conosciuta come Yerwa). Fu creato nel 1976 da una parte del North-Eastern State. Fino al 1991 comprendeva anche la regione dello Stato di Yobe.

## Suddivisioni
Lo stato di Borno è suddiviso in ventisette aree a governo locale (local government areas), raggruppate in tre distretti senatoriali.
(di seguito vengono illustrate con le loro aree e censimento della popolazione dati 2006):
| Distretto senatoriale Borno centrale | Superficie km² | Abitanti  |  | Distretto senatoriale Borno meridionale | Superficie km² | Abitanti  |  | Distretto senatoriale Borno settentrionale | Superficie km² | Abitanti  |
| ------------------------------------ | -------------- | --------- |  | --------------------------------------- | -------------- | --------- |  | ------------------------------------------ | -------------- | --------- |
| Maiduguri                            | 137.36         | 540,016   |  | Askira/Uba                              | 2,431.83       | 143,313   |  | Abadam                                     | 4,172.27       | 100,065   |
| Ngala                                | 1,519.82       | 236,498   |  | Bayo                                    | 985.78         | 79,078    |  | Gubio                                      | 2,575.09       | 151,286   |
| Kala/Balge                           | 1,962.13       | 60,834    |  | Biu                                     | 3,423.86       | 175,760   |  | Guzamala                                   | 2,631.44       | 95,991    |
| Mafa                                 | 2,976.99       | 103,600   |  | Chibok                                  | 1,392.00       | 66,333    |  | Kaga                                       | 2,802.46       | 89,996    |
| Konduga                              | 6,065.89       | 157,322   |  | Damboa                                  | 6,426.18       | 233,200   |  | Kukawa                                     | 5,124.41       | 203,343   |
| Bama                                 | 5,158.87       | 270,119   |  | Gwoza                                   | 2,973.15       | 276,568   |  | Magumeri                                   | 5,057.61       | 140,257   |
| Jere                                 | 900.72         | 209,107   |  | Hawul                                   | 2,160.99       | 120,733   |  | Marte                                      | 3,280.02       | 129,409   |
| Dikwa                                | 1,836.89       | 105,042   |  | Kwaya Kusar                             | 754.69         | 56,704    |  | Mobbar                                     | 3,280.02       | 116,633   |
|                                      |                |           |  | Shani                                   | 1,238.93       | 100,989   |  | Monguno                                    | 1,993.20       | 109,834   |
|                                      |                |           |  |                                         |                |           |  | Nganzai                                    | 2,572.35       | 99,074    |
|                                      | Totale         | 1.666.541 |  |                                         | Totale         | 1.245.962 |  |                                            |                | 1.238.390 |